# Palmarès dell'Hockey Club Valdagno
L'Hockey Club Valdagno nella sua storia si è aggiudicato tre scudetti (2009-2010, 2011-2012 e 2012-2013) nonché due Coppe Italia e tre Supercoppe; in ambito internazionale il miglior risultato è stato la finale della Coppa CERS 2007-2008 e due semifinali in Eurolega (2011-2012, 2012-2013).

## Competizioni ufficiali
8 trofei

### Competizioni nazionali
8 trofei
- Campionato italiano: 3

2009-2010, 2011-2012, 2012-2013
- Coppa Italia: 2

2012-2013, 2013-2014
- Supercoppa italiana: 3

2010, 2011, 2012

## Altre competizioni
- Campionato italiano di serie B/A2: 8 (record)

1947, 1948, 1954, 1977, 1979, 1997-1998, 2000-2001, 2003-2004
- Coppa Italia/Lega A2: 1

1996-1997

## Altri piazzamenti

### Competizioni nazionali
- Campionato italiano:

1º posto: 2010, 2013
2º posto: 2011
3º posto: 1961, 2014, 2019, 2020
- Play-off scudetto:

Finale: 2011
Semifinale: 2007, 2008, 2009, 2019
- Coppa Italia

Finale: 2008-2009
Semifinale: 1966, 1987-1988, 2017-2018
- Supercoppa italiana

Finale: 2012, 2013

### Competizioni internazionali
- Coppa dei Campioni/Eurolega/Champions League

Semifinale: 2011-2012, 2012-2013
- Coppa CERS/WSE

Finale: 2007-2008
Semifinale: 1990-1991, 2018-2019, 2021-2022

## Vittorie multiple
- Double (Campionato e Coppa Italia): 1

2012-2013